# 플라잉 타이거 라인
플라잉 타이거 라인(영어: Flying Tiger Line)은 1945년에 설립되어 1989년에 페덱스 익스프레스에 합병된 미국의 화물 항공사로 로스앤젤레스 국제공항을 허브 공항으로 삼았다.

## 역사
제2차 세계대전 종결 이후 1945년에 승무원 10명이 미국의 최초의 화물 항공사이자 이 회사의 전신인 내셔널 스카이 웨이 프레이트(영어: National Skyway Freight)가 설립되었다. 첫 취항 당시 제2차 세계대전에서 사용된 수송기를 이용해 취항하기 시작했다.
이 회사는 1949년 미국 화물 노선이 인가되면서 1950년대에 더글러스 DC-4, 더글러스 DC-6과 같은 화물기로 대서양 화물 노선을 운항하고 있었다. 또한 1950년에 시작된 6·25 전쟁으로 미국을 거점으로 하여 일본과 한반도와 미국 육군을 위해 전세기를 운항했다. 민간 화물 운송뿐만 아니라 세계 각지의 미군의 병력 수송 항공편을 다수 운항하고 있었다.
이후 플라잉 타이거 라인(영어: Flying Tiger Line)로 회사명으로 개명되어 1961년 CL-44 수송기를 도입했다. 1965년 보잉 707 화물기를 도입한데 이어 1974년에 보잉 747를 도입해 노선망을 확대하고 운송 능력을 강화했다.
1980년대 중반에 플라잉 타이거 라인은 세계 6개 대륙에 화물 노선을 넓히고 있으며 국제적으로 많은 항공 화물을 취급하는 항공사 중 하나로 알려졌다. 1988년 12월 플라잉 타이거 라인은 택배 서비스 대기업인 페덱스 익스프레스에 인수되어 1989년에 합병되었다. 이후 전 직원들의 구성으로 폴라에어 카고를 설립되었다. 이후 아틀라스 항공에 인수되어 자회사가 되면서 현재에 이르고 있다.

## 보유 기종[1]

### 보잉
- 보잉 727-100F 19대
- 보잉 747-100F 8대
- 보잉 747-200F 13대

### 더글러스
- 더글러스 DC-8-73F 6대

## 같이 보기
- 미국의 없어진 항공사 목록

## 사진

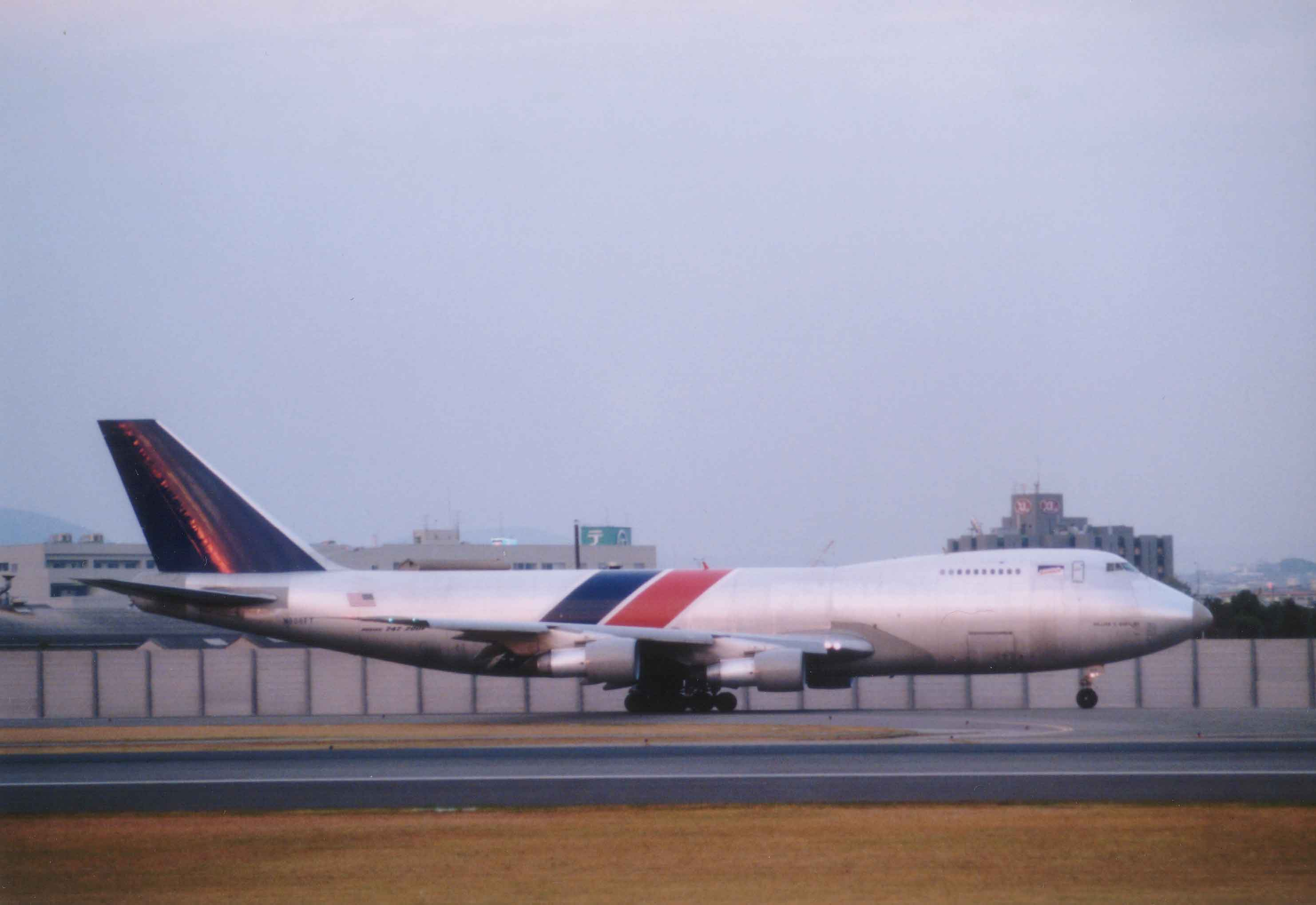
플라잉 타이거 라인의 보잉 747-200F
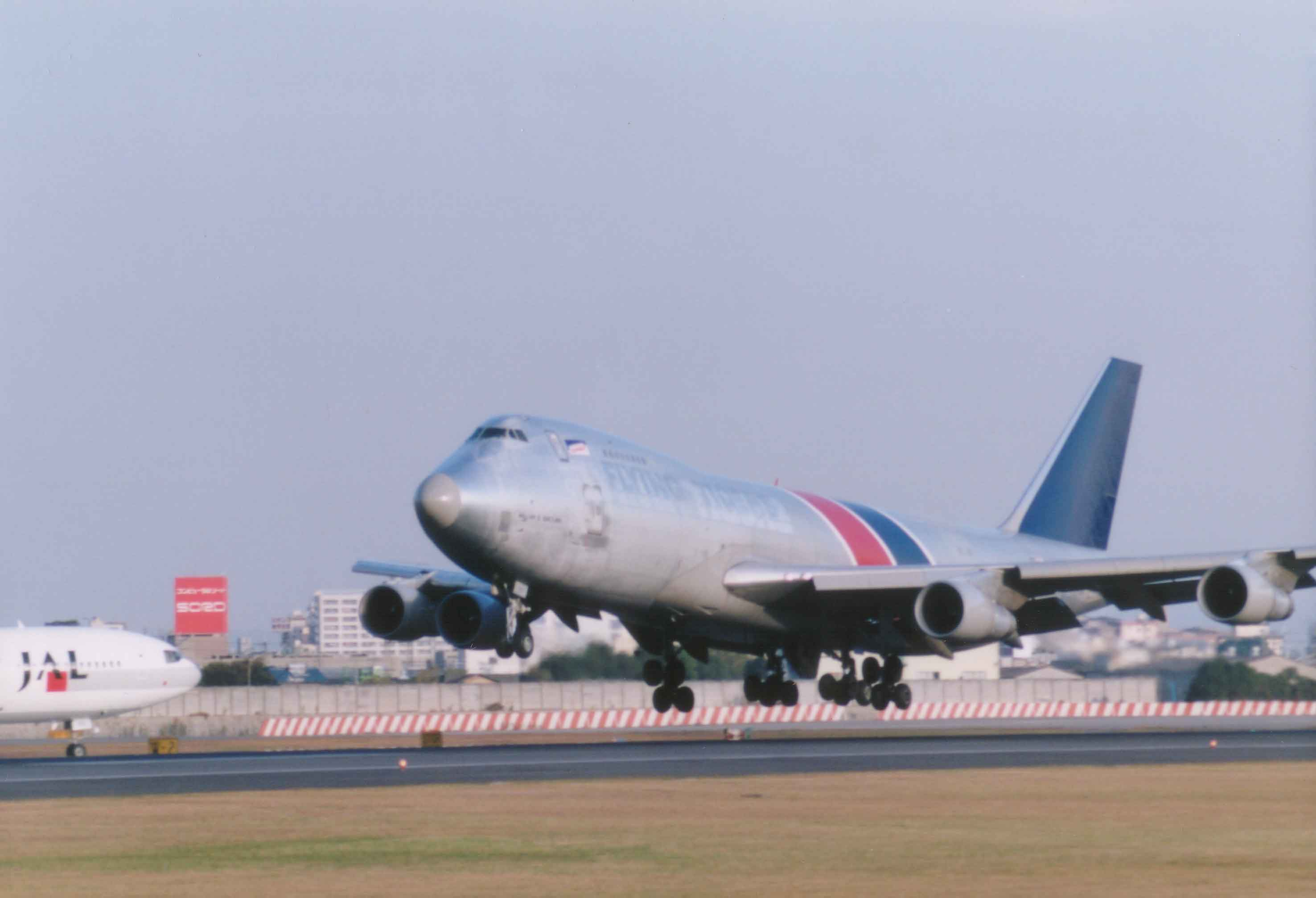
플라잉 타이거 라인의 보잉 747-200F
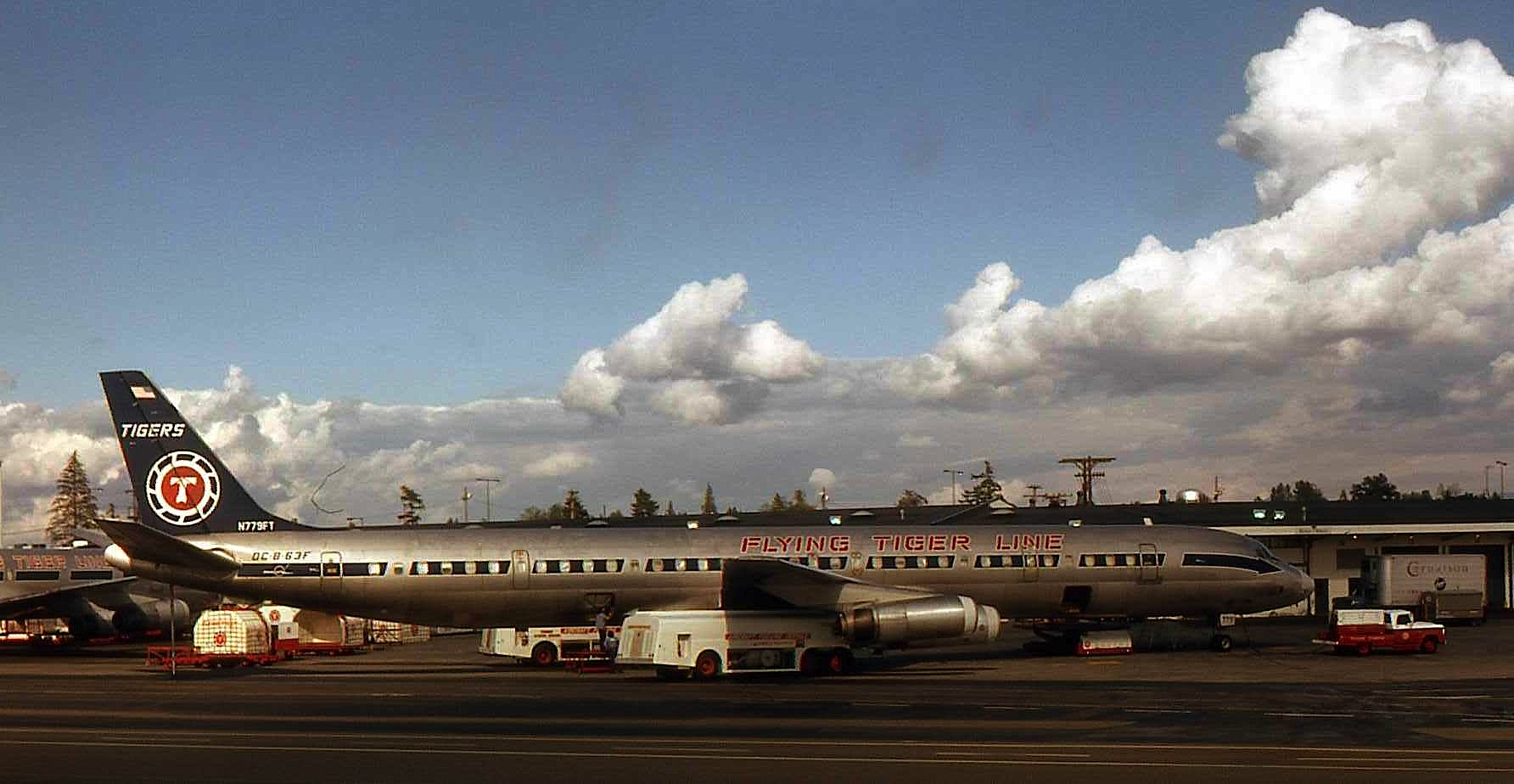
플라잉 타이거 라인의 더글러스 DC-8-63F